# Río Turruchel
Río Turruchel är ett vattendrag i Spanien. Det ligger i den centrala delen av landet, 220 km söder om huvudstaden Madrid.